# Štrasburk
Štrasburk (francouzsky Strasbourg, německy Straßburg, alsasky Strossburi) je hlavní město regionu Grand Est ve Francii a historická metropole Alsaska na levém břehu Rýna s 237 100 obyvateli. V minulosti patřil střídavě k Německu a k Francii, což ovlivnilo i jeho vzhled. Nejznámější stavbou je katedrála Notre-Dame de Strasbourg z 12.–15. století, postavená z červeného pískovce. Některé městské domy ze 17. století mají vnější fasády hrázděné. Ve Štrasburku sídlí Rada Evropy, Evropský parlament a Evropský soud pro lidská práva.
Od roku 1988 je historické centrum Štrasburku s názvem „Grande Île“ zapsáno na Seznamu světového dědictví UNESCO. V roce 2017 byla pod ochranu UNESCO zařazena i městská část „Neustadt“ vzniklá během německé správy města (1871–1918).

## Zeměpis
Historické město stojí na ostrově Grande Île (Velký ostrov) mezi dvěma rameny řeky Ill, která je obtékají. Štrasburk se dělí na 14 čtvrtí a na východě sahá až k řece Rýnu. Na protějším břehu Rýna leží německé město Kehl, jež je se Štrasburkem přes most Beata Rhenana také propojeno městskou dopravou. Ve Štrasburku končí plavební kanál, spojující řeku Marnu s Rýnem. Celá oblast města má asi 650 000 obyvatel. Město je vzdálené od hlavního města Paříže 488 km.

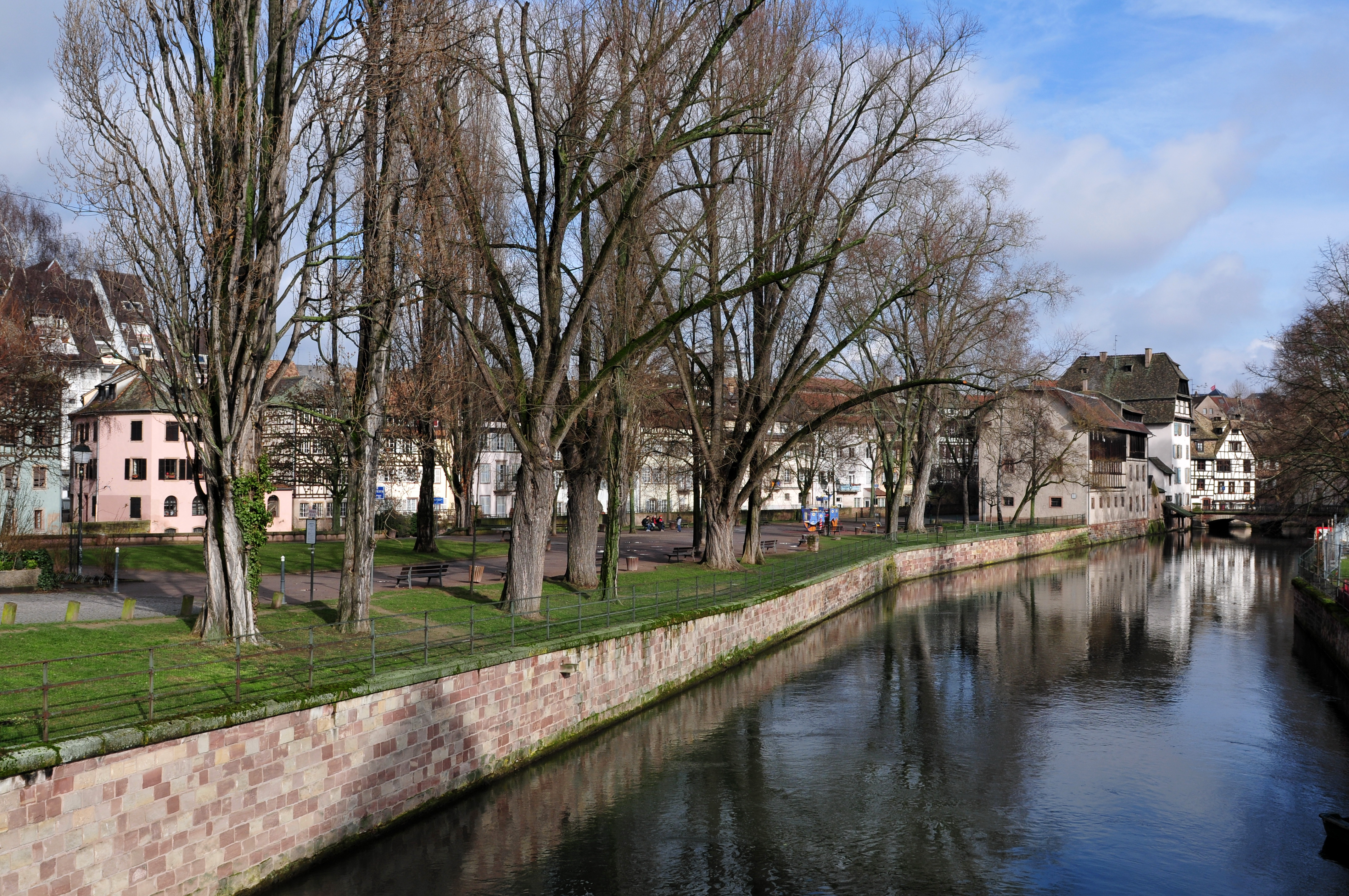
Petite France

## Historie
Štrasburk jako Argentoratum založil římský císař Augustus roku 12 př. n. l. na ostrově mezi dvěma rameny řeky Ill a stopy římského založení jsou patrné i v dnešním plánu města: římské cardo je dnešní Rue du Dôme, decumanus Rue des Hallebardes. Většina starověkých vykopávek se však našla v západní části města podél dnešní Route des Romains. Roku 347 porazilo římské vojsko v bitvě u Argentorata germánské Alamany a donutilo je k poddanství. Od 4. století bylo zde i biskupství. V 5. století bylo město dobyto Alamany, Huny a Franky, roku 842 zde byla uzavřena smlouva zvaná Štrasburské přísahy o rozdělení říše mezi dědice Karla Velikého, tedy mezi Karla Holého a Ludvíka Němce.

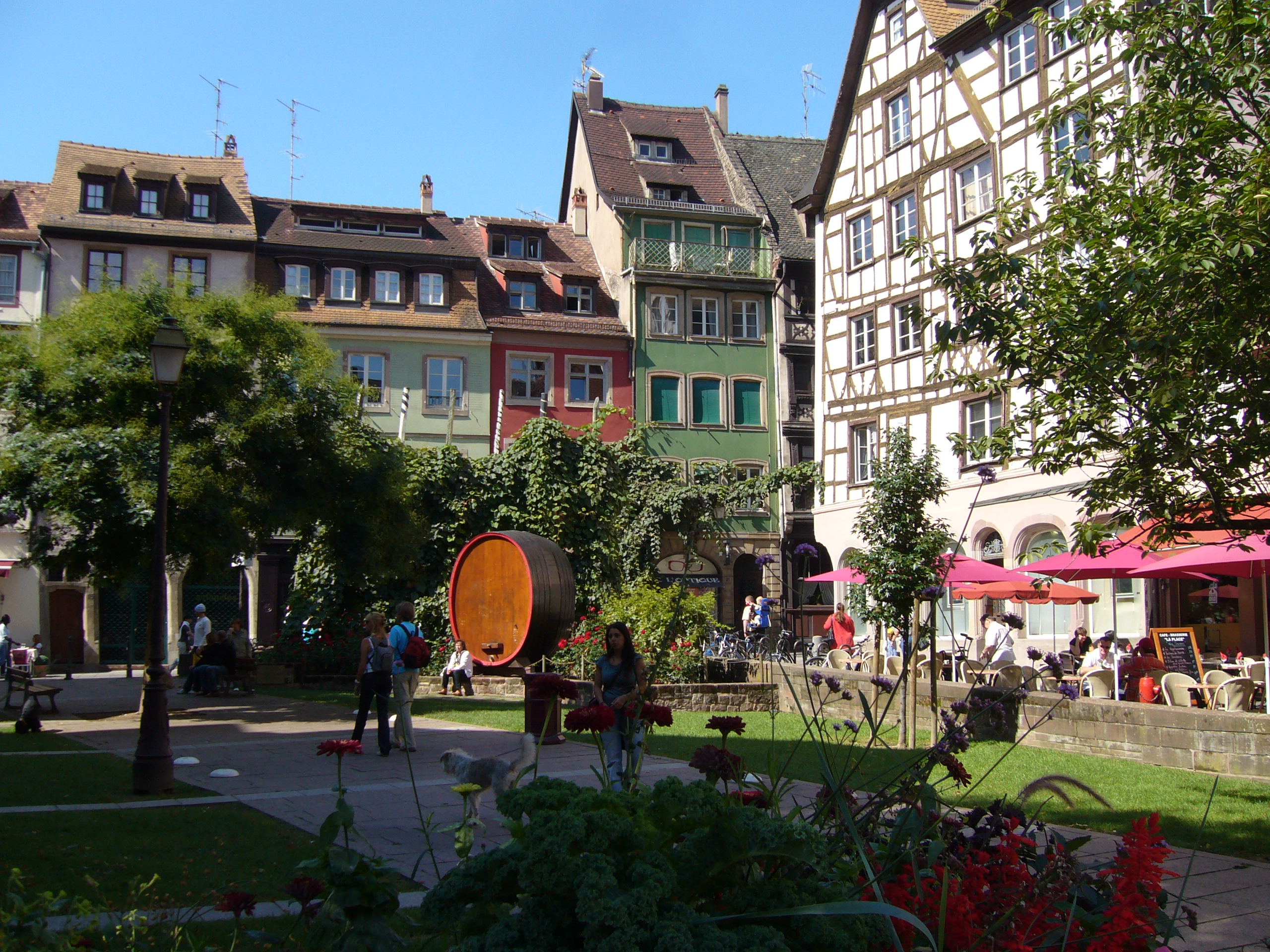
Náměstí des Tripiers

Ve středověku patřil Štrasburk ke Svaté říši římské. Město ovládaly dva patricijské rody, Mullenheimové a Zornové a jejich stoupenci, takže i radnice měla dva oddělené vchody. Dva břehy řeky se dodnes jmenují Quai Mullenheim a Quai Zorn. Město se rozvinulo ve významné středisko a od roku 1262 bylo svobodným říšským městem. Když spory obou stran roku 1332 přerostly v pouliční válku, svrhli měšťané jejich vládu a Štrasburk se stal jednou z prvních městských republik na sever od Alp.

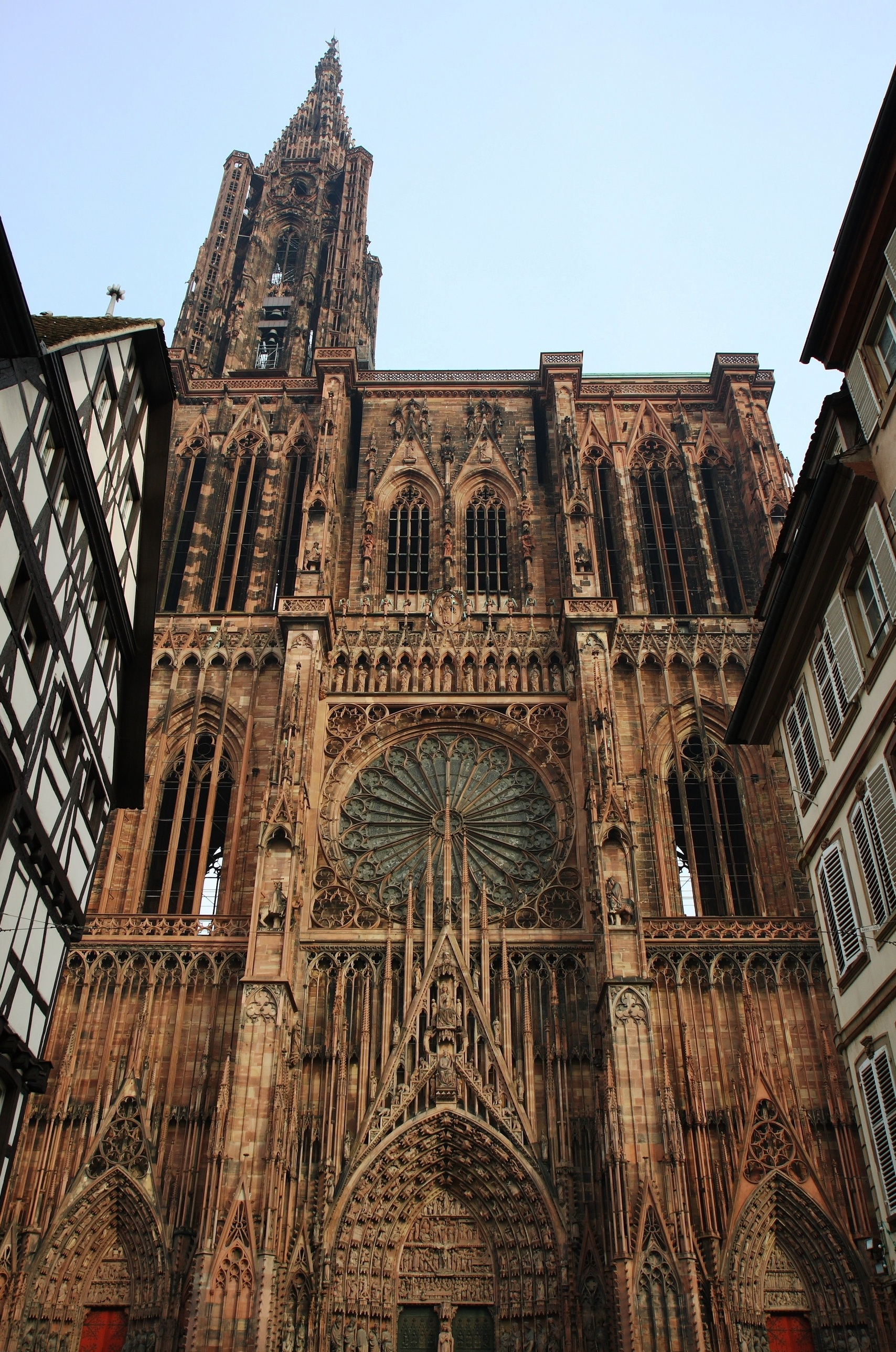
Štrasburk, katedrála (západní průčelí)

V letech 1348–1349 postihla i Štrasburk epidemie moru, tzv. černá smrt, a protože se za její původce pokládali Židé, došlo zde 1349 k jednomu z nejhorších pogromů, při němž byly upáleny stovky Židů. Židé nesměli ve městě bydlet až do konce 18. století. S privilegii udělenými roku 1358 císařem Karlem IV. mu toto postavení vydrželo až do roku 1681, kdy připadlo Francii. V letech 1399–1439 byla dokončena věž katedrály, která svojí výškou 143 m byla až do roku 1874 nejvyšší stavbou světa - pokud teda nepočítáme poněkud starší a stále stojící Cheopsovu pyramidu a čtyři vyšší kostelní věže, které mezitím spadly. Roku 1529 zakázala městská rada katolické mše a připojila se k reformaci, na Augsburském sněmu 1530 se však Štrasburk nepřipojil k protestantům, nýbrž spolu s dalšími městy k vyznání Martina Bucera. Roku 1538 zde bylo založeno gymnázium, roku 1631 proměněné na univerzitu.
Roku 1681 obsadilo Štrasburk francouzské vojsko a Ludvík XIV. město rekatolizoval. Zrušení Nantského ediktu (ediktem z Fontainebleau, 1685) se však města netýkalo a ve Štrasburku nadále panovala náboženská svoboda. Původně německá a protestantská univerzita se však postupem času stala francouzskou. Roku 1792 zde složil Claude Joseph Rouget de Lisle Marseillaisu, dnešní francouzskou hymnu. Za francouzské revoluce se město stalo útočištěm německých republikánů.

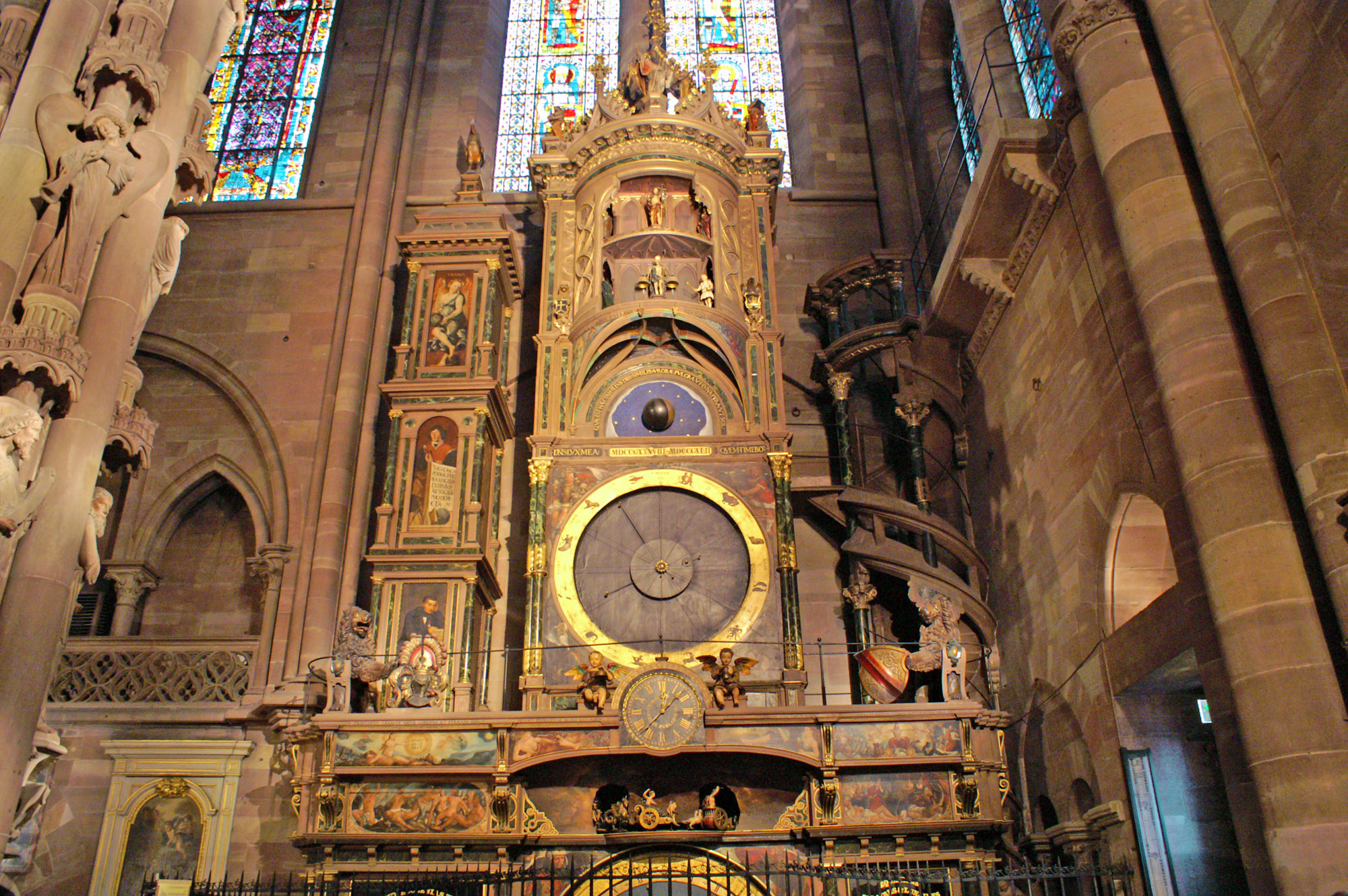
Orloj v Katedrále (1547, přestavěn 1832)

Za prusko-francouzské války roku 1870 bylo město těžce poškozeno německým dělostřelectvem, jež zničilo množství cenných památek, knihovnu i obrazárnu. Po válce byl Štrasburk s celým Alsaskem připojen k Německu, což většina obyvatel odmítala, a město se stalo důležitou pevností. S postupem industrializace a rostoucí prosperitou se však většina obyvatelstva s německým panstvím smiřovala. Roku 1872 byla univerzita znovu založena v německém duchu a většina francouzských akademiků ji opustila. Roku 1863 bylo dokončeno nové nádraží a počet obyvatel dosáhl 150 000.
Po první světové válce byl Štrasburk i Alsasko roku 1919 připojeno k Francii. V září 1939 bylo město zcela evakuováno a teprve v červnu 1940 sem vstoupila německá armáda. V listopadu 1944 osvobodily Štrasburk jednotky francouzské armády a oblast se vrátila k Francii. Roku 1947 postihl Štrasburk těžký požár, který zničil městskou obrazárnu. Od roku 1949 zde vznikaly hlavní evropské instituce a město se stalo symbolem francouzsko-německého smíření. V následujících letech vznikly nové městské čtvrti a roku 1994 byla ve městě obnovena tramvajová doprava.

## Pamětihodnosti

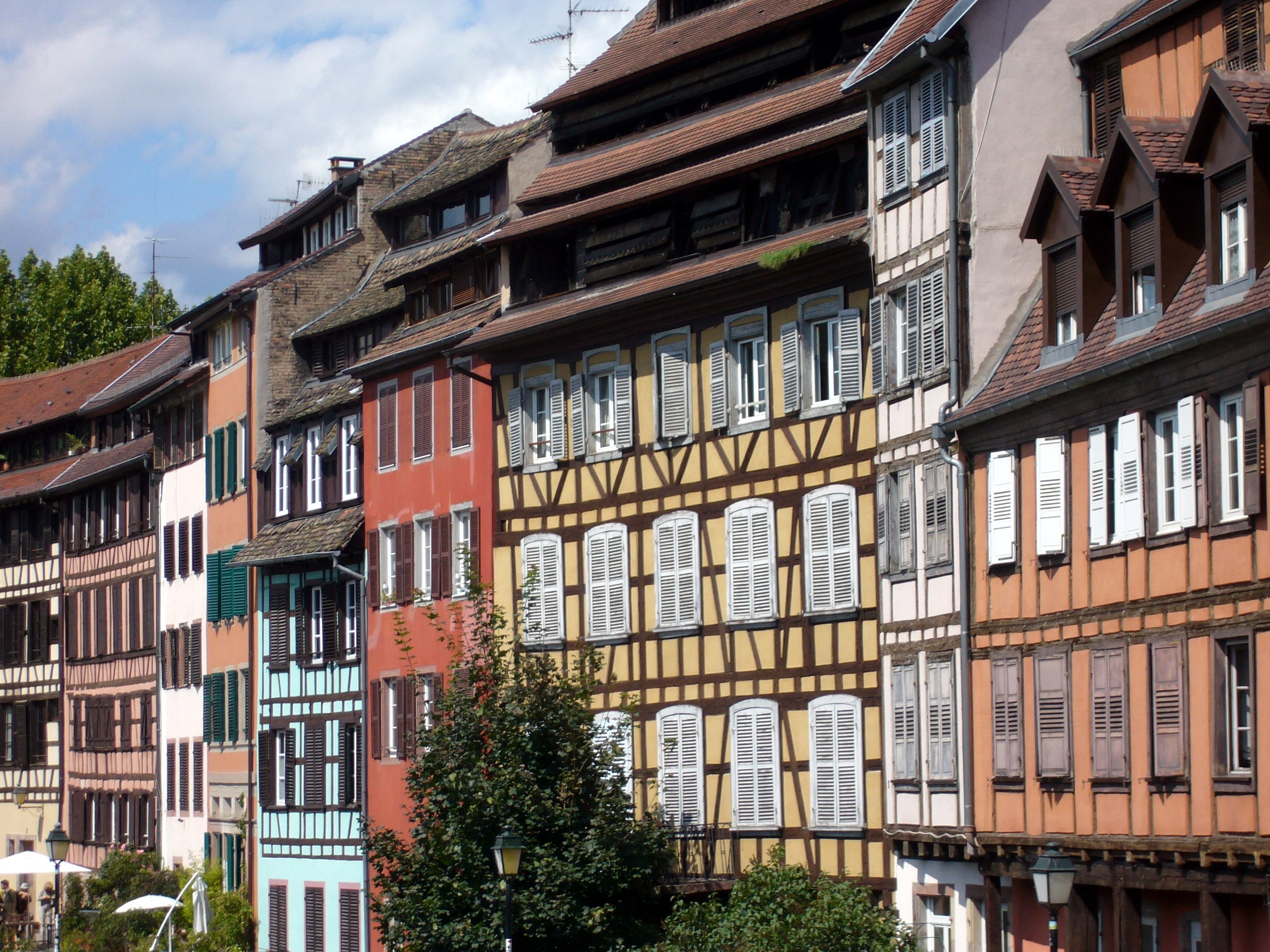
Domy v Petite France

- Katedrála Notre-Dame, vybudovaná v románském a gotickém slohu, hlavně v letech 1176–1318 a dokončená v letech 1399–1439 stavbou severní věže, vysoké 143 metrů, jež byla později až do roku 1874 nejvyšší stavbou v Evropě. Severní věž nebyla nikdy dostavěna. Katedrála je 110 m dlouhá a hlavní loď má výšku 32 m, má neobyčejně bohaté západní průčelí s velikou růžicí a pět bohatě vyzdobených portálů. K nejcennějšímu z vybavení patří gotická barevná okna a astronomický orloj, původně postavený roku 1354, zcela přestavěný 1547 a opět roku 1832.
- Náměstí Kléber s mnoha historickými, často hrázděnými domy patří mezi nejkrásnější historická náměstí v Evropě.
- Rohanský palác, někdejší sídlo arcibiskupů z rodu Rohan, naproti jižnímu portálu katedrály, byl postaven v letech 1731–1742 ve slohu Ludvíka XV. Dnes jsou zde muzea malířství, uměleckých řemesel a archeologické muzeum.
- La petite France (Malá Francie) je malebná skupina historických domů nad ramenem řeky Ill a přilehlými kanály.
- Roku 1958 byla postavena Synagoga míru na místě staré synagogy, zničené nacisty.

## Evropské instituce
Roku 1949 byla ve Štrasburku založena Rada Evropy na obranu lidských práv a její Parlamentní shromáždění, roku 1952 zde byl založen Evropský parlament, od roku 1959 Evropský soud pro lidská práva, od roku 1974 Evropská nadace pro vědu (European Science Foundation, ESF) a od roku 1992 vysílá ze Štrasburku společný německo-francouzský televizní kanál ARTE. Budovy těchto institucí jsou i architektonicky velmi zajímavé. Od roku 2005 je Štrasburk součástí eurozóny, spojující Francii a Německo.

## Hospodářství
Štrasburk a jeho okolí je významnou oblastí obchodu, diplomacie, školství a služeb s více než 86 % pracovních míst v terciárním sektoru. Průmysl dává obživu téměř 15 % zaměstnaných, hlavní odvětví jsou automobilky, farmaceutický průmysl a pivovary. Štrasburský přístav je s 8,8 miliony tun zboží ročně (2007) druhý největší říční přístav ve Francii.

## Doprava
Ze Štrasburku jezdí vlaky do Německa, Švýcarska a po Francii. Spojení se zbytkem Francie se zlepšilo díky TGV, které odtud jezdí do Paříže a Lyonu. Štrasburk má i vlastní letiště, zaměřené především na vnitrostátní lety, ale létá se odtud i po Evropě či do severní Afriky. Letiště je s městem spojeno železnicí. Páteří MHD ve Štrasburku jsou tramvaje, které obsluhují 6 linek, jedna z nich zajíždí do německého města Kehl. Autobusy doplňují tramvajovou dopravu. Štrasburk má rozsáhlou síť cyklostezek a levný sytém půjčování kol Vélhop. Centrum města bylo přeměněno na pěší zónu. Přes Štrasburk vede dálnice A35 a A4, která spojuje Štrasburk a Paříž.

## Vzdělávání
Štrasburk má dlouhou tradici univerzitního vzdělávání. První vyšší školy byly založeny roku 1528 a roku 1566 přetvořeny na Akademii, později univerzitu. Až do Francouzské revoluce se zde vyučovalo latinsky, v letech 1793–1871 francouzsky a v letech 1871–1918 německy. Studovali zde například básníci Angelus Silesius a Johann Wolfgang von Goethe, ruský vojevůdce Michail Kutuzov, politik Klemens Wenzel von Metternich, biolog Louis Pasteur, fyzik Wilhelm Conrad Röntgen, imunolog Paul Ehrlich, filosof Georg Simmel, teolog a lékař Albert Schweitzer, fyzik Max von Laue, historik Marc Bloch, politik Robert Schuman, literární vědec Ernst Robert Curtius, právník Carl Schmitt, filosofové Jean Cavaillès, Emmanuel Lévinas a Jean-Luc Nancy nebo matematik René Thom. Roku 1970 byla rozdělena na tři university, Université de Strasbourg I. až III., a roku 2009 vytvořila velké sdružení všech štrasburských vysokých škol s více než 52 tisíci studenty, z toho přes 2200 doktorských. Celkem 19 učitelů a absolventů získalo Nobelovu cenu a dva získali Fieldsovu medaili.

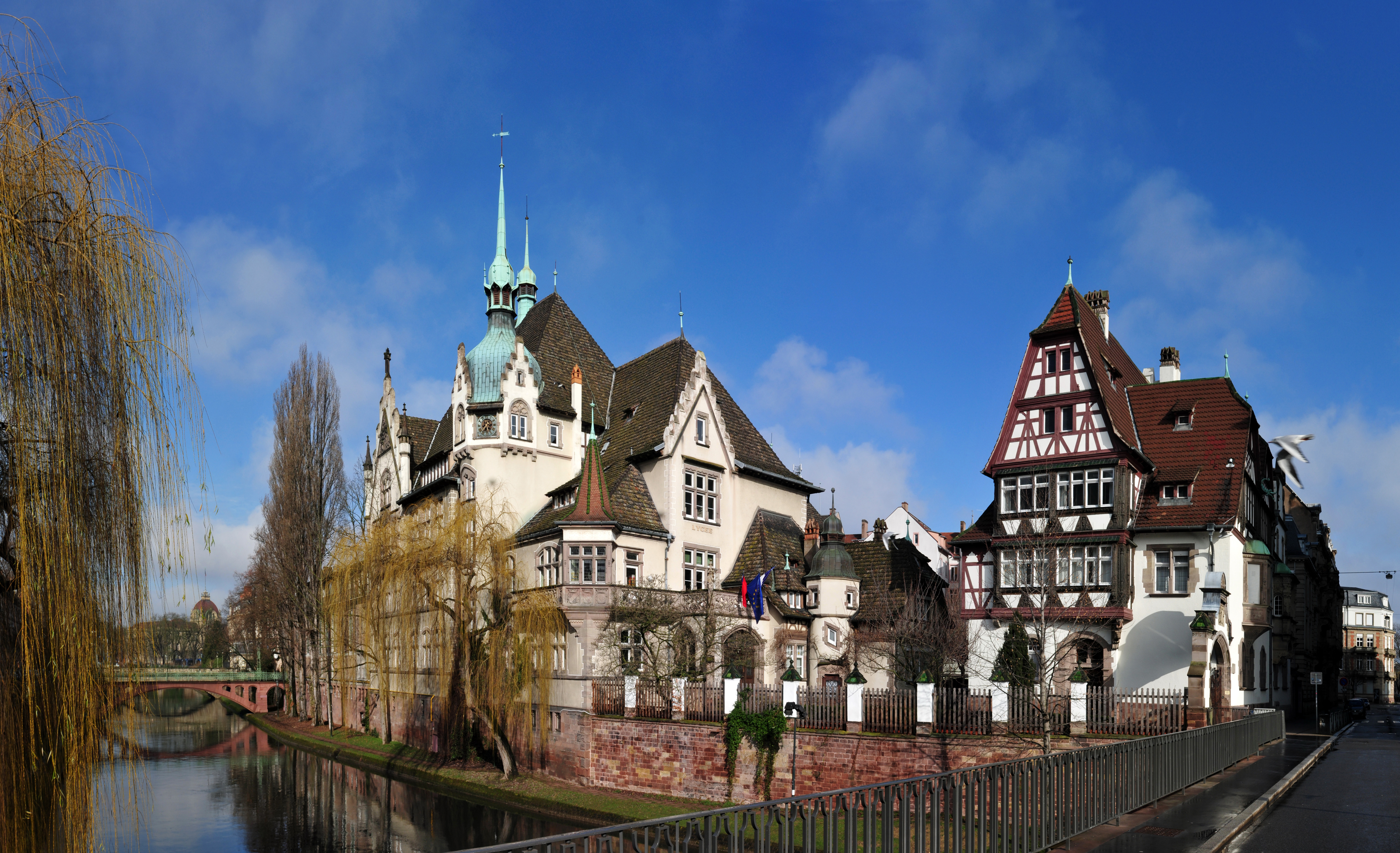

Sdružení Université de Strasbourg tvoří 36 vzdělávacích i badatelských složek, které se řadí do pěti oblastí:
1. Umění, literatura a jazyky
2. Právo, ekonomie, manažement, společenské vědy

- EM Strasbourg Business School

1. Humanitní a společenské vědy
2. Přítodní vědy a technologie
3. Zdraví a medicina.

Celouniverzitní složky zahrnují například:
- Dokumentační služby s

## Osobnosti
Mezi štrasburské rodáky patří:
- kazatel Johannes Tauler
- panovník Ludvík I. Bavorský
- ilustrátor Gustave Doré
- misionář Charles de Foucauld
- myslitel Édouard Schuré
- malíř Hans Arp
- dirigent Charles Münch
- fyzik Hans Bethe
- herec Marcel Marceau
- fotbalový trenér Arsène Wenger

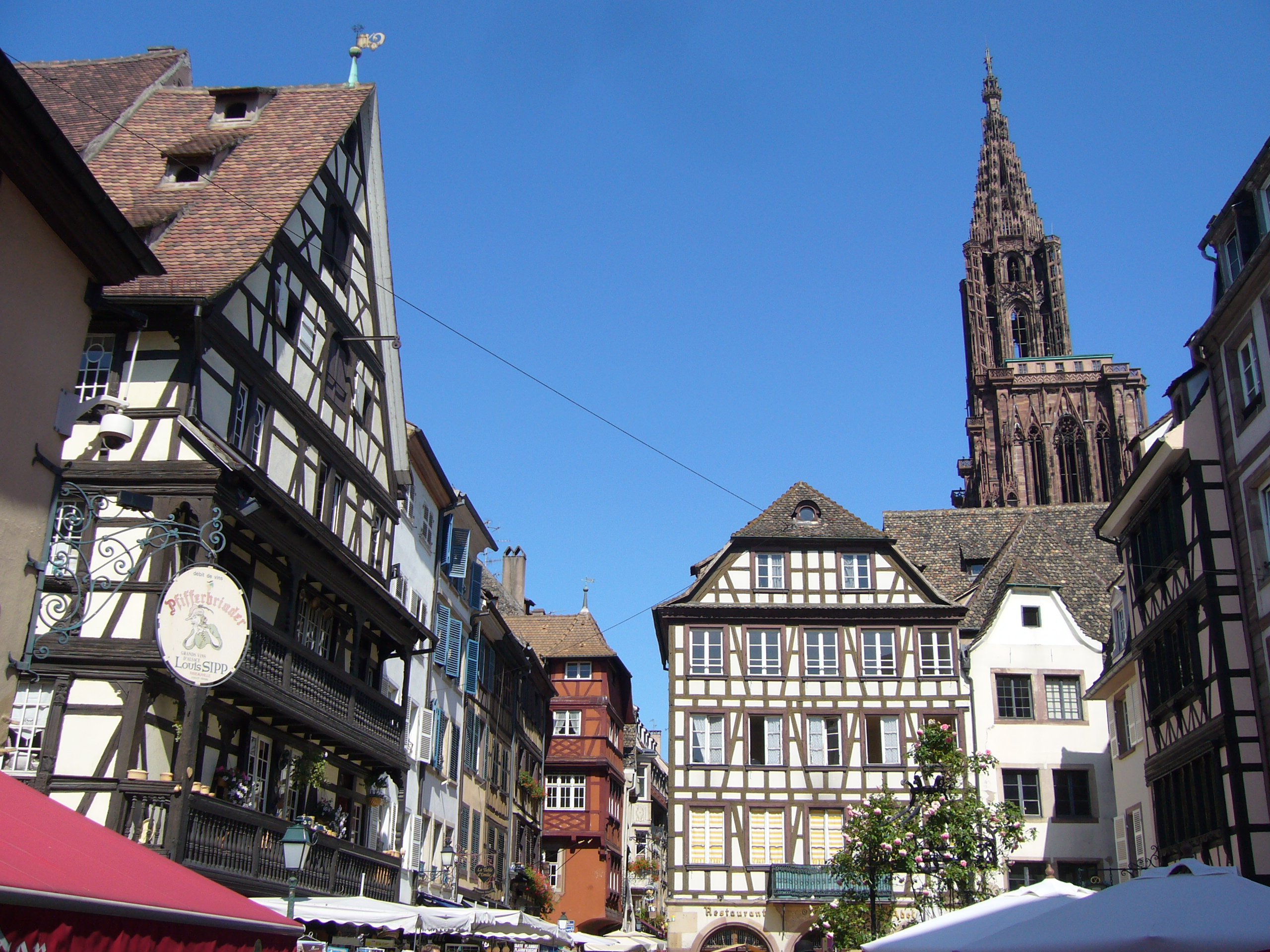
Marché aux cochons

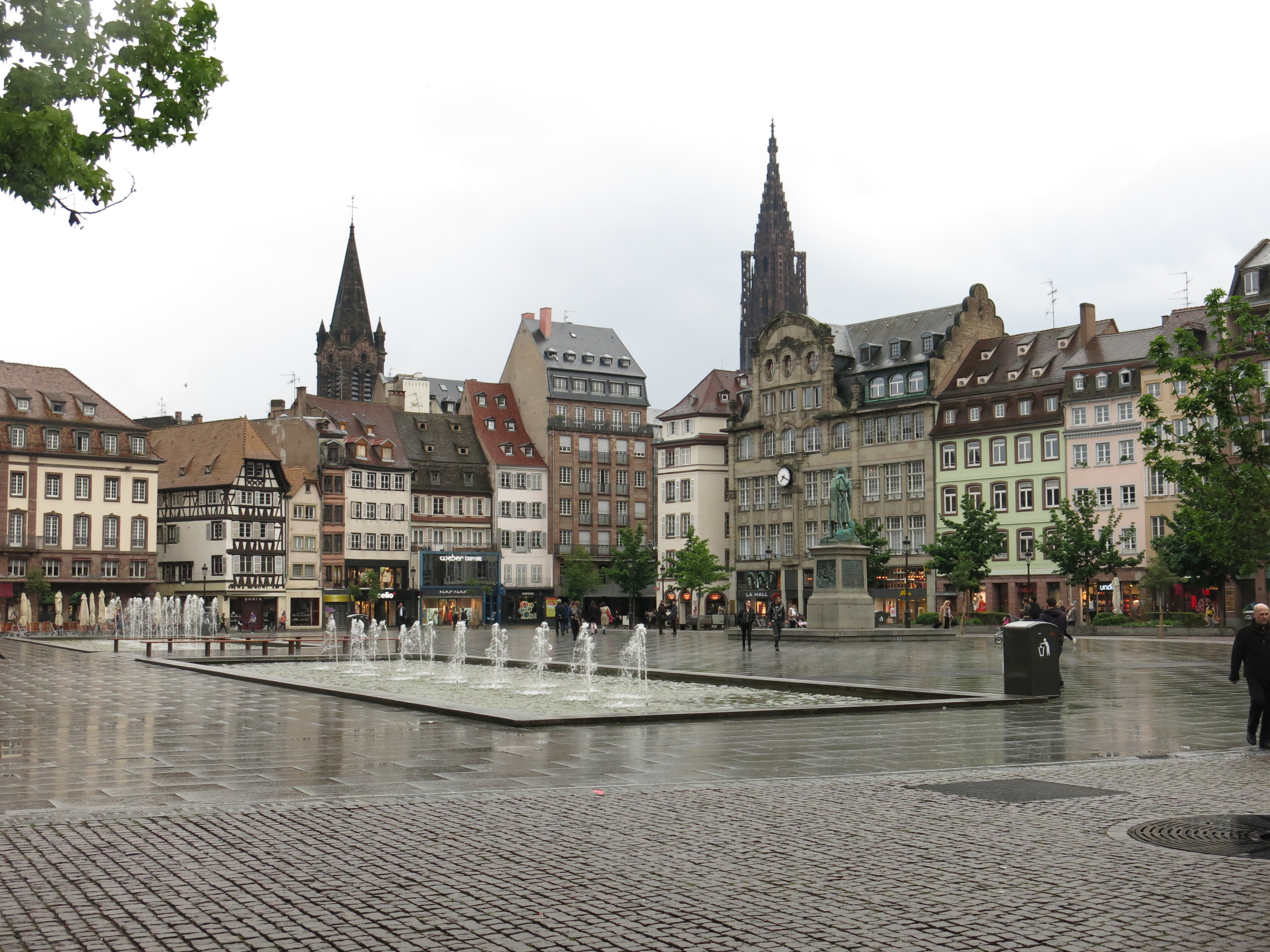
Hlavní náměstí

Dále ve Štrasburku déle pobývali a působili například Mistr Eckhart, Johannes Gutenberg, Erasmus Rotterdamský, Jan Kalvín, Hans Baldung, Johann Wolfgang von Goethe, Louis Pasteur, Fustel de Coulanges, Georg Simmel, Albert Schweitzer, Marc Bloch, Emmanuel Lévinas, Paul Ricoeur a René Thom.

## Partnerská města
- Boston, Spojené státy americké (1960)
- Leicester, Spojené království (1960)
- Stuttgart, Německo (1962)
- Drážďany, Německo (1990)
- Ramat Gan, Izrael (1991)
- Jacmel, Haiti (1996)
- Veliký Novgorod, Rusko (1997)
- Istanbul, Turecko
- Fes, Maroko
- Kehl, Německo